# Sommer-Paralympics 2016/Teilnehmer (Neuseeland)
| stlisierte Goldmedaille | stlisierte Silbermedaille | stlisierte Bronzemedaille |
| ----------------------- | ------------------------- | ------------------------- |
| 9                       | 5                         | 7                         |

Neuseeland entsandte zwölf Athletinnen und 17 Athleten zu den Paralympischen Sommerspielen 2016 in Rio de Janeiro, die in sechs Sportarten antraten. Fahnenträgerin für Neuseeland bei der Eröffnungsfeier war die Leichtathletin Holly Robinson.

## Medaillen

### Medaillenspiegel
| Rang   | Sportart          | Gold | Silber | Bronze | Gesamt |
| ------ | ----------------- | ---- | ------ | ------ | ------ |
| 1      | Schwimmen         | 6    | 2      | 2      | 10     |
| 2      | Leichtathletik    | 3    | 2      | 4      | 9      |
| 3      | Radsport (Straße) | 0    | 0      | 1      | 1      |
| Gesamt | Gesamt            | 9    | 5      | 7      | 21     |

## Teilnehmer nach Sportart

### Leichtathletik
Laufen
| Athleten        | Wettbewerb | Vorlauf | Vorlauf | Halbfinale | Halbfinale | Finale        | Finale        | Rang |
| Athleten        | Wettbewerb | Zeit    | Rang    | Zeit       | Rang       | Zeit          | Rang          | Rang |
| --------------- | ---------- | ------- | ------- | ---------- | ---------- | ------------- | ------------- | ---- |
| Männer          |            |         |         |            |            |               |               |      |
| Jacob Phillips  | 100 m T35  | 14,27 s | 4       | —          | —          | 14,14 s       | 8             | 8    |
| Liam Malone     | 100 m T44  | 10,90 s | 1       | —          | —          | 11,02 s       | 2             |      |
| Jacob Phillips  | 200 m T35  | 28,78 s | 5       | —          | —          | 29,10 s       | 8             | 8    |
| Liam Malone     | 200 m T44  | 21,33 s | 1       | —          | —          | 21,06 s       | 1             |      |
| William Stedman | 400 m T36  | —       | —       | —          | —          | 55,69 s       | 3             |      |
| Liam Malone     | 400 m T44  | 48,34 s | 3       | —          | —          | 46,20 s       | 1             |      |
| William Stedman | 800 m T36  | —       | —       | —          | —          | 2:11,98 min   | 3             |      |
| Frauen          |            |         |         |            |            |               |               |      |
| Anna Grimaldi   | 100 m T47  | 12,88 s | 4       | —          | —          | 12,96 s       | 4             | 4    |
| Anna Grimaldi   | 200 m T47  | DSQ     | DSQ     | —          | —          | ausgeschieden | ausgeschieden | DSQ  |

Springen und Werfen
| Athleten        | Wettbewerb      | Finale  | Finale | Rang |
| Athleten        | Wettbewerb      | Weite   | Rang   | Rang |
| --------------- | --------------- | ------- | ------ | ---- |
| Männer          |                 |         |        |      |
| William Stedman | Weitsprung T36  | 5,35 m  | 5      | 5    |
| Rory McSweeney  | Speerwerfen F44 | 54,99 m | 3      |      |
| Frauen          |                 |         |        |      |
| Anna Grimaldi   | Weitsprung T47  | 5,62 m  | 1      |      |
| Jessica Hamill  | Kugelstoßen F34 | 7,54 m  | 3      |      |
| Caitlin Dore    | Speerwerfen F37 | 20,87 m | 7      | 7    |
| Holly Robinson  | Speerwerfen F46 | 41,22 m | 2      |      |

### Kanu
| Athleten      | Wettbewerb | Vorlauf  | Vorlauf | Halbfinale | Halbfinale | Finale   | Finale | Rang |
| Athleten      | Wettbewerb | Zeit     | Rang    | Zeit       | Rang       | Zeit     | Rang   | Rang |
| ------------- | ---------- | -------- | ------- | ---------- | ---------- | -------- | ------ | ---- |
| Männer        |            |          |         |            |            |          |        |      |
| Scott Martlew | KL3 200 m  | 46,024 s | 4       | 44,287 s   | 4          | 43,921 s | 8      | 8    |

### Radsport

#### Straße
| Athleten                                  | Wettbewerb            | Zeit         | Rang   |
| ----------------------------------------- | --------------------- | ------------ | ------ |
| Männer                                    |                       |              |        |
| Fraser Sharp                              | Einzelzeitfahren C3   | 42:20,07 min | 8      |
| Fraser Sharp                              | Straßenrennen C1–2–3  | 1:51:48 h    | 11     |
| Stephen Hills                             | Einzelzeitfahren T1-2 | 26:23,44 min | 8      |
| Stephen Hills                             | Straßenrennen T1-2    | 54:23 min    | 8      |
| Frauen                                    |                       |              |        |
| Kate Horan                                | Einzelzeitfahren C4   | 33:32,37 min | 8      |
| Emma Foy Pilotin: Laura Thompson          | Einzelzeitfahren B    | 39:45,87 min | 4      |
| Emma Foy Pilotin: Laura Thompson          | Straßenrennen B       | 1:59:33 h    | Bronze |
| Amanda Cameron Pilotin: Hannah van Kampen | Einzelzeitfahren B    | 42:29,93 min | 9      |
| Amanda Cameron Pilotin: Hannah van Kampen | Straßenrennen B       | 2:07:41 h    | 11     |

#### Bahn
| Athleten                                  | Wettbewerb                    | Qualifikation | Qualifikation | Finals        | Finals        | Rang   |
| Athleten                                  | Wettbewerb                    | Zeit          | Rang          | Gegner        | Zeit          | Rang   |
| ----------------------------------------- | ----------------------------- | ------------- | ------------- | ------------- | ------------- | ------ |
| Männer                                    |                               |               |               |               |               |        |
| Byron Raubenheimer                        | 4000 m Einerverfolgung C4     | 5:08,570 min  | 10            | ausgeschieden | ausgeschieden | 10     |
| Byron Raubenheimer                        | 1000 m Einzelzeitfahren C4-C5 | —             | —             | —             | 1:08,819 min  | 11     |
| Frauen                                    |                               |               |               |               |               |        |
| Emma Foy Pilotin: Laura Thompson          | 3000 m Einerverfolgung B      | 3:28,563 min  | 2             | L. Turnham    | 3:31,569 min  | Silber |
| Emma Foy Pilotin: Laura Thompson          | 1000 m Einzelzeitfahren B     | —             | —             | —             | 1:10,187 min  | 4      |
| Amanda Cameron Pilotin: Hannah van Kampen | 3000 m Einerverfolgung B      | 3:33,298 min  | 4             | S. Thornhill  | OVL           | 4      |
| Amanda Cameron Pilotin: Hannah van Kampen | 1000 m Einzelzeitfahren B     | —             | —             | —             | 1:11,737 min  | 6      |
| Kate Horan                                | 3000 m Einerverfolgung C4     | 4:02,608 min  | 3             | M. Fisher     | 4:04,437 min  | 4      |
| Kate Horan                                | 500 m Einzelzeitfahren C4-5   | —             | —             | —             | 37,750 s      | 6      |

### Segeln
| Mixed                                 |                       |      |   |   |
| Andrew May Richard Dodson Chris Sharp | Dreier Kielboot Sonar | 51,0 | 4 | 4 |

### Schießen
| Athleten        | Wettbewerb                  | Qualifikation   | Qualifikation | Finale          | Finale        | Rang |
| Athleten        | Wettbewerb                  | Ringe/ Scheiben | Rang          | Ringe/ Scheiben | Rang          | Rang |
| --------------- | --------------------------- | --------------- | ------------- | --------------- | ------------- | ---- |
| Mixed           |                             |                 |               |                 |               |      |
| Gregory Reid    | 10 m Luftgewehr liegend SH1 | 632,5           | 7             | 103,7           | 7             | 7    |
| Jason Eales     | 10 m Luftgewehr liegend SH2 | 631,1           | 17            | ausgeschieden   | ausgeschieden | 17   |
| Michael Johnson | 10 m Luftgewehr liegend SH2 | 625,9           | 31            | ausgeschieden   | ausgeschieden | 31   |
| Michael Johnson | 10 m Luftgewehr stehend SH2 | 633,4           | 4             | 142,4           | 5             | 5    |
| Gregory Reid    | 50 m Gewehr liegend SH1     | 596,1           | 37            | ausgeschieden   | ausgeschieden | 37   |

### Schwimmen
| Athleten       | Wettbewerb              | Vorlauf     | Vorlauf | Finale        | Finale        | Rang   |
| Athleten       | Wettbewerb              | Zeit        | Rang    | Zeit          | Rang          | Rang   |
| -------------- | ----------------------- | ----------- | ------- | ------------- | ------------- | ------ |
| Männer         |                         |             |         |               |               |        |
| Cameron Leslie | 50 m Rücken S5          | 41,30 s     | 7       | 42,26 s       | 8             | 8      |
| Cameron Leslie | 150 m Lagen SM4         | 2:29,36 min | 1       | 2:23,12 min   | 1             | Gold   |
| Jesse Reynolds | 100 m Rücken S9         | 1:06,34 min | 7       | 1:05,57 min   | 7             | 7      |
| Jesse Reynolds | 100 m Schmetterling S9  | 1:04,50 min | 8       | 1:04,31 min   | 8             | 8      |
| Jesse Reynolds | 400 m Freistil S9       | 4:35,04 min | 10      | ausgeschieden | ausgeschieden | 10     |
| Hamish McLean  | 50 m Freistil S6        | 34,81 s     | 19      | ausgeschieden | ausgeschieden | 19     |
| Hamish McLean  | 100 m Freistil S6       | 1:15,30 min | 17      | ausgeschieden | ausgeschieden | 17     |
| Hamish McLean  | 400 m Freistil S6       | 5:22,88 min | 6       | 5:30,63 min   | 7             | 7      |
| Hamish McLean  | 200 m Lagen SM6         | 2:59,81 min | 10      | ausgeschieden | ausgeschieden | 10     |
| Frauen         |                         |             |         |               |               |        |
| Rebecca Dubber | 100 m Rücken S7         | 1:23,62 min | 2       | 1:23,85 min   | 3             | Bronze |
| Rebecca Dubber | 100 m Freistil S7       | 1:18,85 min | 9       | ausgeschieden | ausgeschieden | 9      |
| Rebecca Dubber | 400 m Freistil S7       | —           | —       | 5:31,53 min   | 4             | 4      |
| Nikita Howarth | 100 m Rücken S7         | 1:24,69 min | 3       | 1:25,37 min   | 6             | 6      |
| Nikita Howarth | 100 m Brust SB8         | 1:33,70 min | 7       | 1:31,11 min   | 7             | 7      |
| Nikita Howarth | 50 m Schmetterling S7   | 35,40 s     | 1       | 35,97 s       | 3             | Bronze |
| Nikita Howarth | 200 m Lagen SM7         | 2:58,82 min | 1       | 2:57,29 min   | 1             | Gold   |
| Tupou Neiufi   | 100 m Rücken S9         | 1:15,68 min | 8       | 1:14,94 min   | 7             | 7      |
| Tupou Neiufi   | 50 m Freistil S9        | 31,37 s     | 15      | ausgeschieden | ausgeschieden | 15     |
| Tupou Neiufi   | 100 m Freistil S9       | 1:11,21 min | 22      | ausgeschieden | ausgeschieden | 22     |
| Sophie Pascoe  | 100 m Rücken S10        | 1:07,23 min | 1       | 1:07,04 min   | 1             | Gold   |
| Sophie Pascoe  | 100 m Schmetterling S10 | 1:04,37 min | 1       | 1:02,65 min   | 1             | Gold   |
| Sophie Pascoe  | 50 m Freistil S10       | 27,95 s     | 2       | 27,72 s       | 2             | Silber |
| Sophie Pascoe  | 100 m Freistil S10      | 1:01,54 min | 2       | 59,85 s       | 2             | Silber |
| Sophie Pascoe  | 200 m Lagen SM10        | 2:27,44 min | 1       | 2:24,90 min   | 1             | Gold   |
| Mary Fisher    | 100 m Rücken S11        | 1:18,68 min | 1       | 1:17,96 min   | 1             | Gold   |
| Mary Fisher    | 50 m Freistil S11       | 31,35 s     | 3       | 31,80 s       | 6             | 6      |
| Mary Fisher    | 100 m Freistil S11      | 1:11,85 min | 5       | 1:09,47 min   | 4             | 4      |
| Mary Fisher    | 400 m Freistil S11      | 5:33,64 min | 4       | 5:28,28 min   | 4             | 4      |
| Mary Fisher    | 200 m Lagen SM11        | 3:00,69 min | 5       | 2:55,71 min   | 6             | 6      |